# Rad'ja Erošina
Rad'ja Nikolaevna Nurgaeva, coniugata Erošina (in russo Радья Николаевна Нургаева-Ерошина?, traslitterazione anglosassone: Radya Nikolayevna Yeroshina; Iževsk, 17 settembre 1930 – 23 settembre 2012), è stata una fondista sovietica.

## Palmarès

### Olimpiadi invernali
- Argento a Cortina d'Ampezzo 1956 nei 10 km.
- Argento a Cortina d'Ampezzo 1956 nella staffetta 3x5 km.
- Argento a Squaw Valley 1960 nella staffetta 3x5 km.
- Bronzo a Squaw Valley 1960 nei 10 km.

### Mondiali
- Oro a Lahti 1958 nella staffetta 3x5 km.
- Bronzo a Zakopane 1962 nei 10 km.